# 朴基瑞
朴基瑞（：／，1926年（一说1929年）—2010年1月5日）  朝鲜劳动党中央委员会委员、中央军事委员会委员，朝鲜国防委员会委员。1996年10月－2005年10月任朝鲜人民军平壤防御司令部司令官。1989年11月升上将，1992年4月晋升大将，1997年4月授次帅军衔。
朴基瑞出生在日治時期的農民家庭，在正規武裝建設的最初時期加入人民軍隊。曾被授予共和國英雄稱號和金日成勛章。因急性心肌梗塞逝世，享年84歲。
1. 1 2  . 韩国统一部.   [2022-09-09]. （原始内容存档于2022-10-20）.